# Stapelia gigantea
Espèce
Statut de conservation UICN

 NT  : Quasi menacé
Synonymes
- Gonostemon giganteus (N.E.Br.) P.V.Heath
- Ceropegia gigantea (N.E.Br.) Bruyns
- Stapelia nobilis N.E.Br.
- Stapelia marlothii N.E.Br.
- Stapelia youngii N.E.Br.
- Stapelia cylista C.A.Lückh.

Stapelia gigantea synonyme de Ceropegia gigantea est une espèce de plante à fleurs du genre Stapelia de la famille Apocynaceae. Ses noms vernaculaires sont zulu géant, plante charognarde et plante crapaud (bien que le surnom de «plante charognarde» puisse également faire référence à Stapelia grandiflora). La plante est originaire des régions désertiques de l'Afrique du Sud et de la Tanzanie.

## Description
Mesurant jusqu'à 20 cm de hauteur, c'est une succulente formant des touffes avec des tiges vertes dressées courtes et quadrangulaires de 3 cm d'épaisseur. Les fleurs sont de grandes dimensions pourvues de cinq pétales en forme d'étoile atteignant 25 cm de diamètre. Elles sont de couleur rouge pourpre et ambre, ridées et de texture soyeuse, elles composent un dessin bigarré qui fait penser à de la charogne. Le bord des fleurs est frangés de poils pouvant atteindre 8 mm.
La floraison a lieu en automne, déclenchée quand les heures du jour deviennent plus courtes.
Les fleurs ont une odeur de chair pourrie, afin d'attirer les mouches qui les pollinisent. Les composés odorants des fleurs de charogne responsables de leur odeur comprennent des diamines (putrescine et cadaverine), des composés soufrés et diverses molécules phénoliques. En raison de l'odeur nauséabonde de sa fleur, Stapelia gigantea peut agir comme coupe-faim chez l'homme.
Plusieurs raisons ont été avancées pour expliquer la taille des fleurs de Stapelia gigantea, qui sont les plus grandes du genre Stapelia. Il est possible qu'elles soient grandes pour attirer les mouches susceptibles de les polliniser. La grande taille et la couleur des fleurs combinées à l'odeur de charogne peuvent amener les mouches à se comporter comme s'il s'agissait d'un carcasse morte intéressante à être visitée,.

## Culture
Ne tolérant pas les températures inférieures à 10 °C pendant des périodes prolongées, cette plante doit être cultivée sous abris dans les zones tempérée. Elle a remporté le Award of Garden Merit de la Royal Horticultural Society,.

## Écologie
Stapelia gigantea peut devenir une plante envahissante lorsqu'elle est introduite dans des environnements arides et semi-arides, bien qu'il ait été constaté qu'elle facilite l'installation de taxons indigènes, se comportant alors comme une plante nurse. Elle crée un microhabitat approprié qui permet à une autre plante de germer et de se développer pour une survie réussie face à des prédateurs tels que les herbivores.

## Galerie

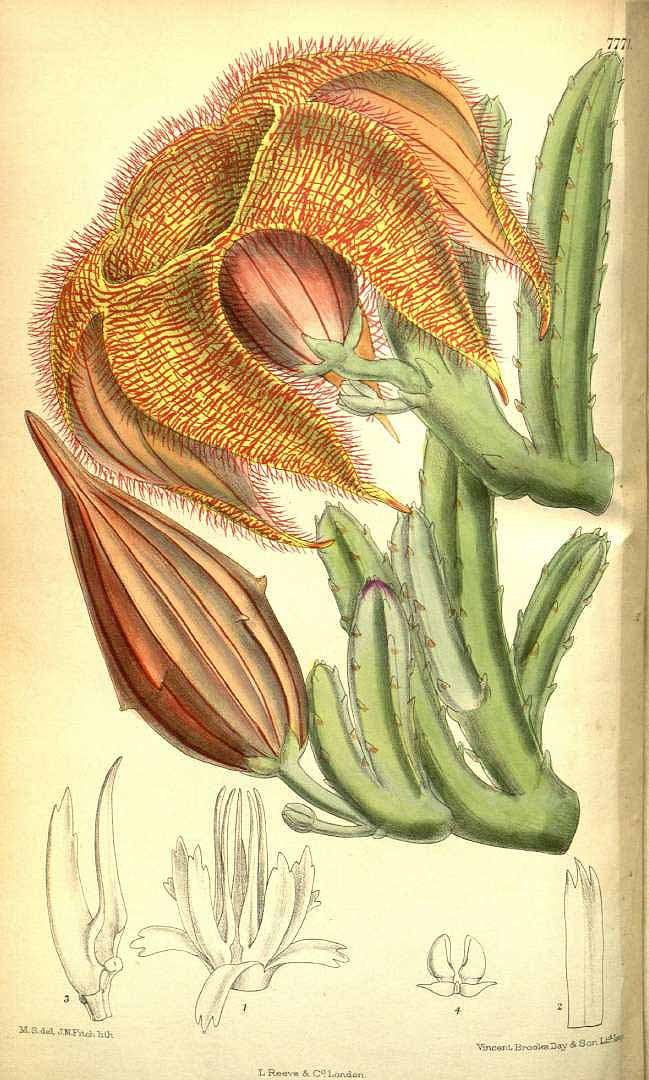
Illustration
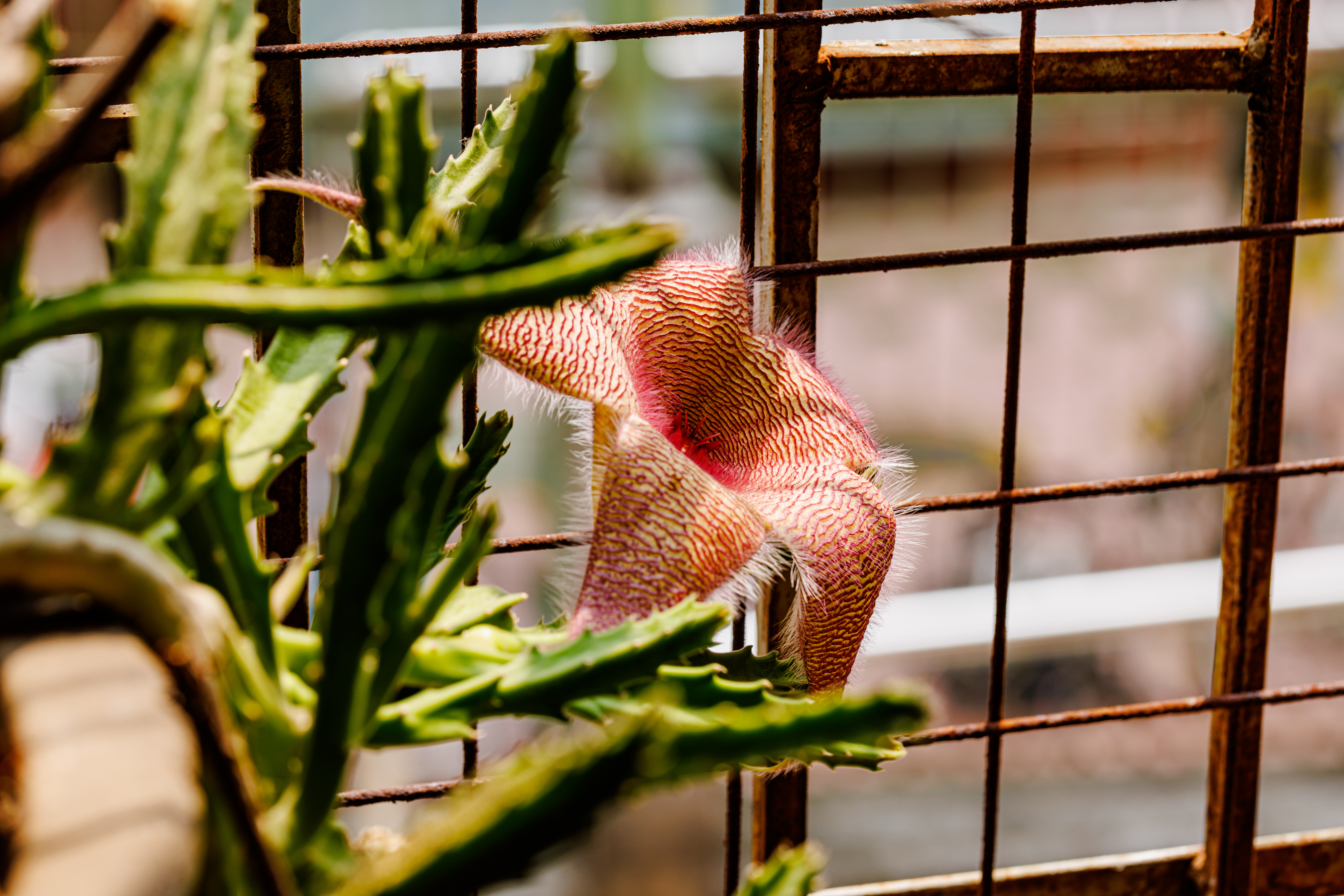
Plante crapaud
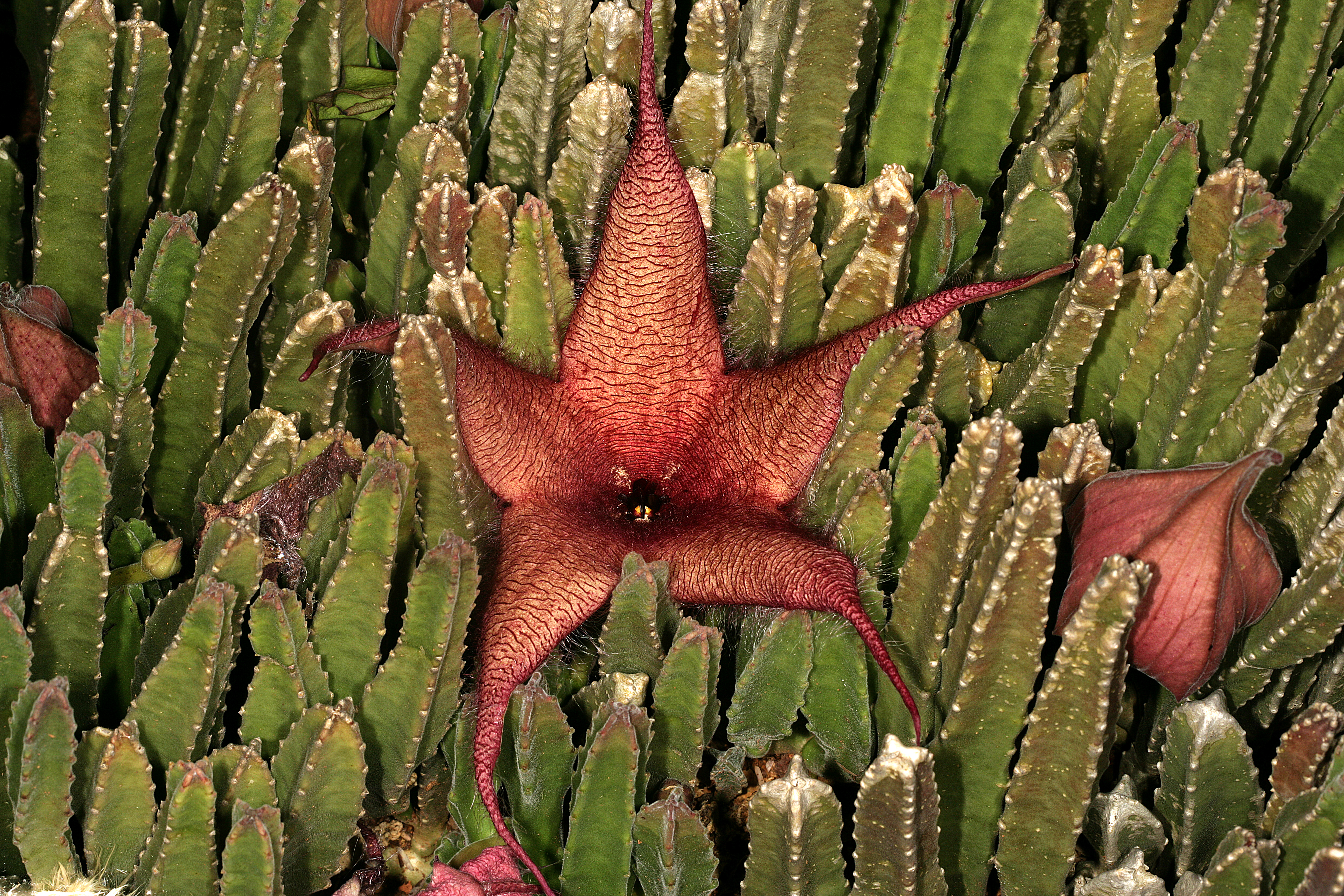
Floraison
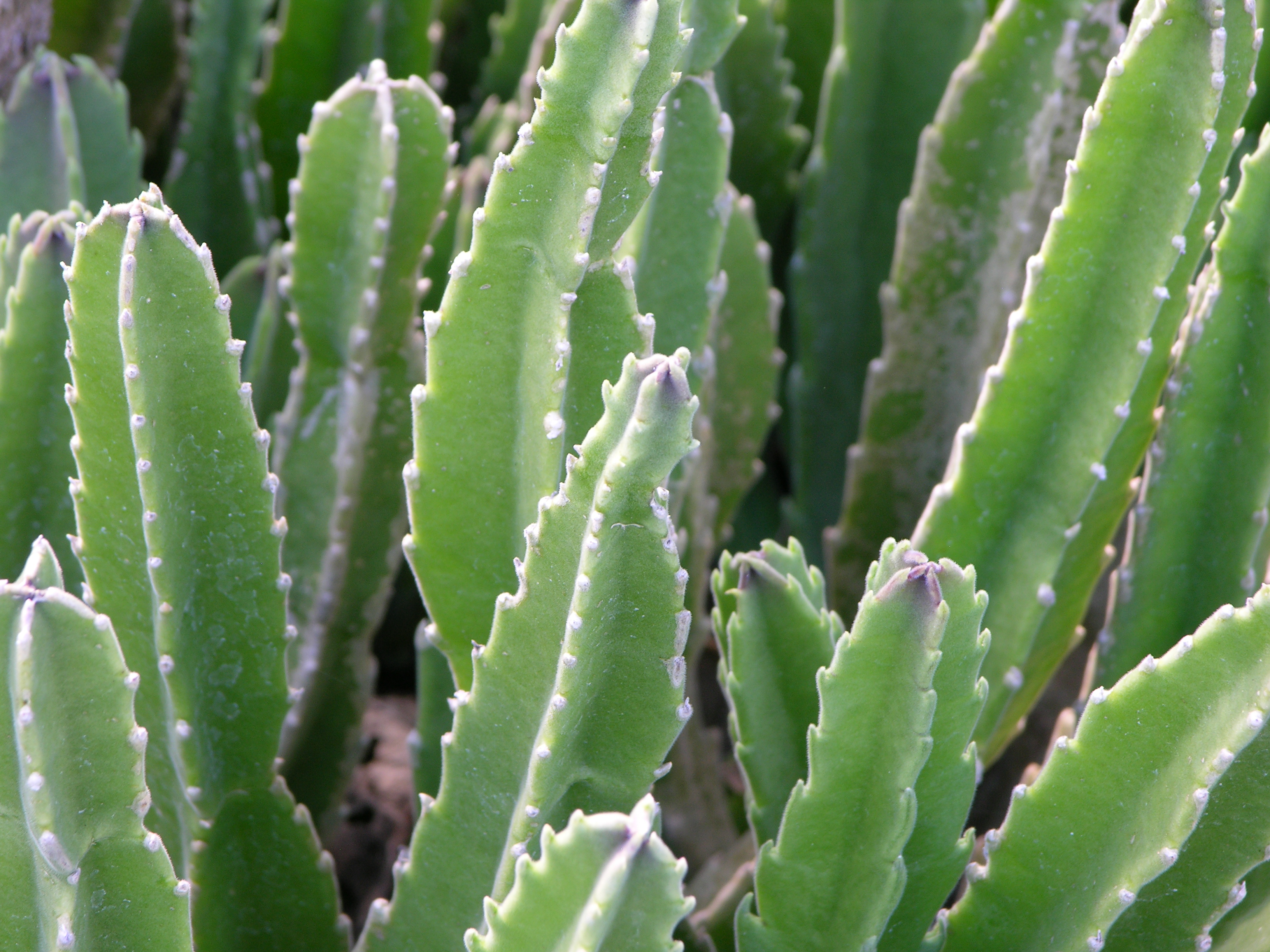
Gros plan des tiges.